# Acheux-en-Amiénois

Acheux-en-Amiénois este o comună în departamentul Somme, Franța. În 1 ianuarie 2022 avea o populație de 584 de locuitori.